# Ken (Band)
Ken (Eigenschreibweise: KEN) ist eine 2001 gegründete Indie-Band rund um Sänger Aydo Abay.

## Geschichte
Zur Anfangsbesetzung gehörten neben Abay, Sänger der Koblenzer Band Blackmail bis 2008, die an Scumbucket beteiligten Guido Lucas (Bass) und Michael Fritsche (Schlagzeug), weiter Oliver Fries (Gitarrist bei Profession Reporter) und Oliver Lauxen (Gitarre, Saxophon und Orgel). In dieser Besetzung wurde 2002 das Album Have a Nice Day eingespielt, zu dem auf einzelnen Stücken auch Blackmail-Gitarrist Kurt Ebelhäuser beitrug.
Im Lauf der Zeit änderte sich das Line-up mehrmals. Für Schlagzeuger Michael Fritsche kam zwischenzeitlich Markus Krieg, ab 2004 gehörten zur Band neben den Gründungsmitgliedern Aydo Abay, Guido Lucas und Oliver Fries nunmehr Georg Brenner (Gitarre), Marcel von der Weiden (Keyboard) und Jens Küchenthal (Schlagzeuger von Genepool und ehemals Jelly Planet). In dieser Konstellation wurden 2005 sowohl das Coveralbum I Am Thief als auch ein als Hommage an Charles Mingus Stop! Look! Sing Songs of Revolutions! betiteltes Album mit eigenen Kompositionen veröffentlicht.
Am 30. Oktober 2009 erschien die Single Get a Life, welche als Filmmusik der European Outdoor Film Tour diente und ab Ende 2012 auch in einem internationalen Werbespot für den Porsche Cayman zu hören war.
2010 veröffentlichte man mit Yes We (Ken), eine Anspielung auf den Wahlkampf-Slogan des US-Präsidenten Barack Obama Yes We Can, ein weiteres Album. Erstmals war hier Michael Borwitzky am Schlagzeug zu hören. Einer limitierten Version des Albums liegt eine weitere, Yes They (Ken) betitelte CD bei. Auf dieser finden sich unter anderem mit Brothers in Arms ein Dire-Straits-Cover als Kollaboration mit Von Spar, zudem Remix-Versionen von Nachlader, Frank Popp, Alexander Odden (Pegboard Nerds) und Audun Stengel (Apoptygma Berzerk). Johannes Stankowski (Werle & Stankowski) steuerte eine eigene Bearbeitung des älteren Ken-Stücks Wake City bei.

## Diskografie
- 2002: Have a Nice Day (Album, WEA Records)
- 2005: I Am Thief  (Album, Strange Ways Records)
- 2005: Stop! Look! Sing Songs of Revolutions! (Album, Strange Ways Records)
- 2010: Yes We Ken (Album, Strange Ways Records)